# هيلين ريتشموند يونغ ريد
هيلين ريتشموند يونغ ريد هي عاملة إجتماعية كندية، ولدت في 11 ديسمبر 1869، وتوفيت في 8 يونيو 1941.